# I. e. 455
Évszázadok: i. e. 6. század – i. e. 5. század – i. e. 4. század
Évtizedek: i. e. 500-as évek – i. e. 490-es évek – i. e. 480-as évek – i. e. 470-es évek – i. e. 460-as évek – i. e. 450-es évek – i. e. 440-es évek – i. e. 430-as évek – i. e. 420-as évek – i. e. 410-es évek – i. e. 400-as évek
Évek: i. e. 460 – i. e. 459 – i. e. 458 – i. e. 457 –  i. e. 456 – i. e. 455 – i. e. 454 – i. e. 453 – i. e. 452 – i. e. 451 – i. e. 450

## Események
- Római consulok: T. Romilius Rocus Vaticanus és C. Veturius Cicurinus
- Az első peloponnészoszi háború során Tolmidész végigdúlja a peloponnészoszi partokat: Küthéra és Boiai városait elpusztítja, a gütheioni spártai hajóépítő műhelyt felégeti, majd elfoglalja Khalkiszt. A Korinthoszi-öbölben partra is száll Sziküónnál, amelynek seregét megveri. Ezután feltehetően hazatér Athénba.